# Eunidia entwistlei
Eunidia entwistlei là một loài bọ cánh cứng trong họ Cerambycidae.